# Stockton Rush
Richard Stockton Rush III (San Francisco, 31 de marzo de 1962-Atlántico Norte, 18 de junio de 2023) fue un empresario estadounidense, cofundador y director ejecutivo (CEO) de OceanGate. Era descendiente de Richard Stockton y Benjamin Rush, dos de los firmantes de la Declaración de Independencia de Estados Unidos.  En junio de 2023, murió junto con otras cuatro personas a bordo del sumergible Titan a causa de una implosión, mientras intentaban visitar los restos del Titanic en el Atlántico.

## Educación
Rush nació en una familia prestigiosa y adinerada de San Francisco.
El padre de Rush le presentó a un amigo personal, el astronauta Pete Conrad, quien quiso que obtuviera una licencia de piloto si quería convertirse en astronauta. En 1980, obtuvo una licencia de piloto comercial a los dieciocho años. El Instituto de entrenamiento jet de United Airlines le otorgó una licencia de tipo Capitán/DC-8, convirtiéndose así en la persona más joven en obtener una licencia para pilotar aviones a reacción. Aun así, la fuerza aérea de Estados Unidos lo descalificó como piloto militar (en ese momento la vía más usual para convertirse en astronauta) debido a problemas en la vista. Se mudó de San Francisco a Seattle para trabajar para McDonnell Douglas como ingeniero de pruebas de vuelo para Jets F-15 Eagle, y más tarde estudió en una escuela de negocios. Gracias a una serie de inversiones en compañías tecnológicas, logró aumentar el capital que había recibido de herencia.
En 1984 recibió un título por la Universidad de Princeton en ingeniería aeroespacial. En 1989, recibió una Maestría en Administración de Empresas por la Universidad de California, Berkeley.

## Carrera
Después de asistir al lanzamiento de SpaceShipOne en el desierto de Mojave en 2004, se dio cuenta de que «no quería subir al espacio como turista. [Él] quería ser el Capitán Kirk en el Enterprise. [Él] quería "explorar", y dio un giro hacia la exploración submarina. Debido a que las frías aguas del Estrecho de Puget requerían de mucho tiempo y equipo técnico para ser buceadas, pensó que "estar en un submarino, [un lugar] agradable y acogedor, y tener un chocolate caliente contigo, supera el frío y el tener que pasar por una descompresión de dos horas colgado en aguas profundas». Intentó alquilar un submarino, pero se enteró de que existían menos de 100 sumergibles privados en todo el mundo, y que muy pocos se encontraban en alquiler. Debido a esto, decidió construir su propio submarino a partir de planos diseñados por un comandante norteamericano retirado y partes que le compró a un proveedor en Londres.
La experiencia y la investigación de Rush lo llevaron a creer que los sumergibles tenían una reputación injustificada como vehículos peligrosos debido a su uso en el transporte de buzos comerciales, y que la Ley de Seguridad de Buques de Pasajeros de 1993 «priorizó innecesariamente la seguridad de los pasajeros sobre la innovación comercial»  . Un estudio de marketing que encargó concluyó que había suficiente demanda de turismo oceánico submarino. Esta demanda, a su vez, apoyaría el desarrollo de nuevos sumergibles de buceo profundo que permitirían nuevas empresas comerciales, incluida la extracción de recursos y la mitigación de desastres. Con base en estos planes fundó OceanGate con su socio comercial Guillermo Söhnlein en 2009.

## Vida personal
Rush se casó con Wendy Weil en 1986, y tuvieron dos hijos. Wendy es tataranieta de Isidor e Ida Straus, que fallecieron en el hundimiento del Titanic. Su esposa ejercía como la directora de Comunicaciones de OceanGate.

## Expedición delTitany muerte
Rush estaba a bordo del Titan, un sumergible propiedad de OceanGate, para ver los restos del Titanic, cuando el sumergible perdió contacto con el barco de superficie MV Polar Prince el 18 de junio de 2023.
Las misiones de búsqueda y rescate involucraron apoyo aéreo y marítimo de los Estados Unidos, Canadá y Francia.
El 22 de junio, después del descubrimiento de un campo de escombros a aproximadamente 490 metros de la proa del Titanic, OceanGate dijo que creía que Rush y los otros cuatro a bordo "habían fallecido lamentablemente". Una conferencia de prensa de la Guardia Costera de los Estados Unidos confirmó más tarde que los escombros encontrados eran consistentes con una pérdida catastrófica de presión en el casco, que resultó en la muerte instantánea de todos aquellos que se encontraban a bordo.